# كاتي كومبتون
كاتي كومبتون (بالإنجليزية: Katie Compton)‏ هي دراجة أمريكية، ولدت في 3 ديسمبر 1978 في تشاتانوغا في الولايات المتحدة.

## وصلات خارجية
- كاتي كومبتون على موقع أرشيف الدراجات (الإنجليزية)
- كاتي كومبتون على موقع CycleBase (الإنجليزية)
- كاتي كومبتون على موقع Paralympic.org (الإنجليزية)